# Extirpadora
L'extirpadora és una màquina agrícola emprada en el treball de la terra i que actua tallant-la, sense tombar-la. És un arreu agrícola que disposa d'àncores utilitzat després de l'arada per una preparació del llit de sembra inicial, fent per tant un anivellament del terreny i en el cas de la tècnica de mínim conreu substitueix la llaurada tradicional.

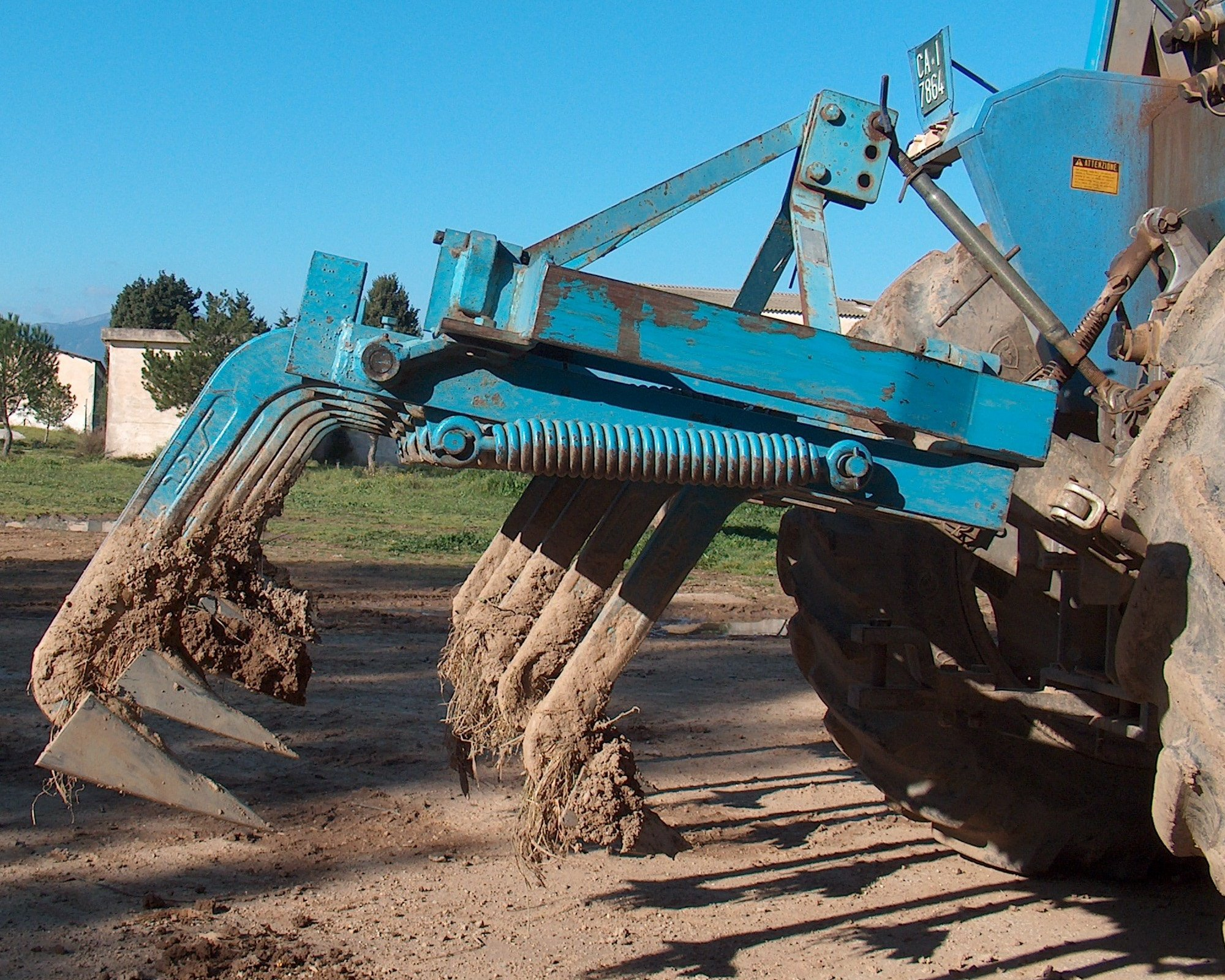
Extirpadora, vista lateral.

L'extirpadora, fornida d'àncores disposades en fileres paral·leles, permet donar la volta dels terrossos i un enterrament parcial de les branques presents en superfície (el percentatge de branques que quedaran en la superfície depèn de la forma de l'extirpadora, tipus de terreny, condicions climàtiques i de la quantitat de residus inicialment sobre el terreny). A la venda hi ha diversos tipus d'extirpadores amb potències que absorbeixen des de poques desenes de cavalls (HP) a més de 300 cavalls, es diferencien per la tipologia de les àncores el seu nombre, etc. Com a alternativa a l'extirpadora es fan servir rascles amb discs i per a feines més profundes l'arada rompedora i l'escarificadora